# Andrenosoma irigensis
Andrenosoma irigensis là một loài ruồi trong họ Asilidae. Andrenosoma irigensis được Oldroyd miêu tả năm 1972. Loài này phân bố ở miền Ấn Độ - Mã Lai.